# Musigny
Musigny é uma comuna francesa na região administrativa da Borgonha-Franco-Condado, no departamento de Côte-d'Or. Estende-se por uma área de 6,1 km². Em 2010 a comuna tinha 82 habitantes (densidade: 13,4 hab./km²).